# Kirchberg (Sassonia)
Kirchberg è una città di 8 082 abitanti della Sassonia, in Germania.
Appartiene al circondario (Landkreis) del Zwickau (targa Z) ed è parte della comunità amministrativa (Verwaltungsgemeinschaft) di Kirchberg.